# Samak, Utah
Samak, Utah (енгл. Samak) насељено је место без административног статуса у америчкој савезној држави Јута.

## Демографија
По попису из 2010. године број становника је 287, што је 126 (78,3%) становника више него 2000. године.
| Група             | 2000.       | 2010.       |
| Белци             | 156 (96,9%) | 280 (97,6%) |
| Афроамериканци    | 0 (0,0%)    | 0 (0,0%)    |
| Азијати           | 0 (0,0%)    | 2 (0,7%)    |
| Хиспаноамериканци | 4 (2,5%)    | 4 (1,4%)    |
| Укупно            | 161         | 287         |